# Gintungkerta
Gintungkerta is een bestuurslaag in het regentschap Karawang van de provincie West-Java, Indonesië. Gintungkerta telt 16.290 inwoners (volkstelling 2010).